# Aeroportul Regional Mansfield Lahm
Aeroportul Regional Mansfield Lahm (IATA: MFD, ICAO: KMFD, FAA LID: MFD) este un aeroport din Franklin Township⁠(d), Comitatul Richland, Ohio, Ohio, Statele Unite ale Americii. Aeroportul a fost tranzitat în 2019 de 20 de pasageri.
Situat la o altitudine de 395 m, aeroportul dispune de 2 piste.

## Infrastructură

### Piste
Aeroportul dispune de 2 piste. Pista 05/23 are suprafața de asfalt și dimensiunile 6.800 picioare × 150 picioare. Pista 14/32 are suprafața de asfalt și dimensiunile 9.001 picioare × 150 picioare. 